# Capelle-les-Grands
Capelle-les-Grands – miejscowość i gmina we Francji, w regionie Normandia, w departamencie Eure.
Według danych na rok 1990 gminę zamieszkiwało 331 osób, a gęstość zaludnienia wynosiła 25 osób/km² (wśród 1421 gmin Górnej Normandii Capelle-les-Grands plasuje się na 584. miejscu pod względem liczby ludności, natomiast pod względem powierzchni na miejscu 199.).